# Iglesia de la Santa Cruz (Barreda)
La iglesia de la Santa Cruz es un inmueble de la localidad española de Barreda, en la provincia de Cantabria.

## Descripción
El edificio se encuentra en la localidad española de Barreda, en la provincia de Cantabria. Se menciona como iglesia parroquial del lugar en el cuarto volumen del Diccionario geográfico-estadístico-histórico de España y sus posesiones de Ultramar de Pascual Madoz, donde aparece descrita con las siguientes palabras:

la igl. parr. está sit. entre los tres barrios, dist. como medio cuarto de hora de cada uno de ellos; es edificio no muy ant., aunque de poca consideracion, habiendo sido construido á espensas de la casa del duque del Infantado; está dedicada á la Sta. Cruz cuya fiesta se celebra el dia 16 de julio; el curato es perpétuo y de libre presentacion del citado duque del Infantado.
(Madoz, 1846, p. 42)